# Semniomima polypaetalis
Semniomima polypaetalis is een vlinder (nachtvlinder) uit de familie van de grasmotten (Crambidae). De wetenschappelijke naam van de soort is voor het eerst geldig gepubliceerd in 1920 door William Schaus. Deze soort komt voor in Brazilië.